# 이혜자
이혜자(李憓子, 1956년 10월 5일 ~ )은 대한민국 전라남도의회 의원이다.

## 학력
- 무안성내초등학교
- 망운중학교
- 목포정명여자고등학교
- 광주대학교
- 전남대학교 행정대학원 행정학 석사
- 목포대학교 대학원 행정학 박사

## 경력
- 민주당 전라남도당 여성국장
- 새정치민주연합 전라남도당 여성국장
- 2014년 7월 1일 ~ 2018년 6월 30일: 제10대 전라남도의회 의원
- 2018년 7월 1일 ~ 2022년 6월 30일: 제11대 전라남도의회 의원

## 역대 선거 결과
|  | 62.01% |

|  | 67.14% |

|  | 54.21% |